# 七角形

正七角形

正方形に収めることができる最も大きな正七角形

七角形（しちかくけい、しちかっけい、ななかくけい、ななかっけい、英語: heptagon, septagon）とは、7個の頂点と7本の辺により構成される多角形の総称である。通常の（単純な）七角形の内角の総和は5πラジアン（900度）。凸七角形の対角線の数は14本。

## 正七角形
正七角形（せい - 、英: regular heptagon）とは、各辺の長さが等しく、全ての内角の大きさも等しい七角形を指す。その一つの内角は5π/7ラジアン（128と4/7度）で、一つの外角と中心角はどちらも2π/7ラジアン（51と3/7度）である。一辺の長さをaとすると周長は7aであり、面積Aは以下のように表される。
{\displaystyle A\approx 3.63391a^{2},}
{\displaystyle A={\frac {7}{4}}a^{2}\cot {\frac {\pi }{7}},}
{\displaystyle A={\frac {7}{4}}a^{2}\tan {\frac {5\pi }{14}},}
{\displaystyle A={\frac {7}{12}}a^{2}\left({\sqrt {7}}+4\cos \left({\frac {\arctan {3{\sqrt {3}}}}{3}}\right)\right),}
{\displaystyle A={\frac {a^{2}}{4}}{\sqrt {{\frac {7}{3}}(35+2{\sqrt[{3}]{14^{2}(13+3{\sqrt {-3}})}}+2{\sqrt[{3}]{14^{2}(13-3{\sqrt {-3}})}})}}}
ただしarctan関数の値域は {\displaystyle \left(-{\frac {\pi }{2}},+{\frac {\pi }{2}}\right)} にとる。
中心から頂点までの距離は、外接円の半径Rに等しく
{\displaystyle R={\frac {1}{2}}a{\frac {1}{\sin {\frac {\pi }{7}}}}}
である。中心から辺までの最短距離は、内接円の半径rに等しく
{\displaystyle r={\frac {1}{2}}a\cot {\frac {\pi }{7}}}
である。

正七角形の辺と対角線

正七角形には、全部で14本の対角線を引くことができるが、対角線の長さは2種類しかない。すなわち、2つ隣の頂点を結ぶ短い対角線bと、3つ隣の頂点を結ぶ長い対角線cである。7本の対角線bからなる図形と、7本の対角線cからなる図形は、どちらも七芒星と呼ばれるが、日本では前者の意匠は特に茅の輪（ちのわ）と呼ばれることがある。
上記の3つの長さは
{\displaystyle a=2R\sin {\frac {\pi }{7}},~b=2R\sin {\frac {2\pi }{7}},~c=2R\sin {\frac {3\pi }{7}}}
と表せる。これらの間には次のような関係式が知られている。
{\displaystyle {\frac {1}{a}}={\frac {1}{b}}+{\frac {1}{c}}}
正七角形にまつわる諸量は、求めづらいものが多い。例えば、正七角形の作図を論じるときに重要となる {\displaystyle \cos {\frac {2\pi }{7}}\approx 0.62349} は三次方程式 {\displaystyle 8x^{3}+4x^{2}-4x-1=0} の解の一つである。同様に、正七角形にまつわる角度の三角関数の値の多くは、その有理数体上最小多項式が三次式や六次式になる。

### 正七角形の作図
正七角形をコンパスと定規（長さの計測が不可能なもの）のみによって作図することは不可能であることが証明されている。現代では、これは長さが {\displaystyle \cos {\frac {2\pi }{7}}} の線分が作図できないことに帰着して説明されることが多い。
その一方で、他のさまざまな道具による作図方法が発見されている。
例えば、7がピアポン素数であることから、正七角形は、任意の角の三等分を遂行する能力をもつ道具である印付き定規（長さの計測が可能なもの）を用いたり、あるいは折り紙を用いたりすることで作図可能であることが証明されている。

円と放物線を、交点が正七角形をなすように配置する例（2017年、松田康雄）。ルール次第ではこれを利用して正七角形を作図することもできる。

古くは紀元前にアルキメデス（前287 - 前212）がその著書『円に含まれる七角形について』（英題: On the Heptagon in the Circle）において円錐曲線の交わりを使って正七角形を作図していたとみられるが、この本は現存しない。サービト・イブン・クッラ（826 - 901）などのイスラムの数学者が、アルキメデスの本に言及して、正七角形を作図しているという。
定規とコンパスに加えて任意の角の三等分ができる道具（角の三等分器、angle trisector）を用いるとき、正七角形は作図できる。それは次の式が根拠となっている。
{\displaystyle \cos {\frac {2\pi }{7}}={\frac {1}{6}}\left(2{\sqrt {7}}\cdot \cos \left({\frac {\arctan {3{\sqrt {3}}}}{3}}\right)-1\right)}
つまり、縦横比が 3√3:1 であるような直角三角形の鋭角の一方を三等分する操作を経ればよいのである。
折り紙公理にのっとって折り紙をするとき、正七角形は作図できる。折り紙は、すでに作図された数を係数とする任意の三次方程式を解く能力をもっている。任意の整数が作図可能であることから {\displaystyle 8x^{3}+4x^{2}-4x-1=0} の解も作図可能であるといえるのである。
ちなみに、折り紙作図の分析においては、平面上の座標を複素数とする流儀もあり、その際は、整数から加減乗除と平方根と立方根のみによって
{\displaystyle \cos {\frac {2\pi }{7}}={\frac {1}{6}}\left({\sqrt {7}}\cdot {\sqrt[{3}]{\frac {1+3{\sqrt {3}}\cdot i}{2{\sqrt {7}}}}}+{\sqrt {7}}\cdot {\sqrt[{3}]{\frac {1-3{\sqrt {3}}\cdot i}{2{\sqrt {7}}}}}-1\right)}
と表すことができることも根拠にできる（一意に定まらない複素数の立方根のうちどれを採るかには注意せねばならないが）。加減乗除と実冪根のみではこういった表示はできない。
印付き定規とコンパスを用いてネウシス作図（印付き定規を紙の上ですべらせながら位置をさぐる作図）を行うとき、正七角形は作図できる。

ネウシス作図の例。

その他、より汎用的なヒッピアスの円積曲線を利用することや、角の七等分器を製作することによっても理論上は正確に作図できる。

#### 近似的作図

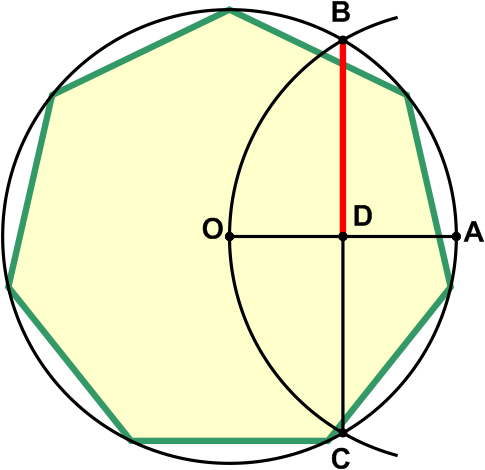
近似的作図の例。赤い線分を、緑の線分の代用とする。

正七角形に非常に近い七角形を作図する方法がいくつか考案されている。これらはしばしば誤差があることを伏せて紹介される。

## その他の事物
2011年現在、イギリスでは正七角形をした2種類（50ペンスと20ペンス）の硬貨が流通している。ただし、これらの硬貨の辺は曲線的であり、厳密には七角形ではなく、ルーローの七角形である。また、ユーロ貨幣の20セント硬貨は円形であるが、正七角形の頂点に当たる部分に7つの溝を持つ。
2011年12月、タイで国王ラーマ9世の誕生日を祝い、世界初の七角形の切手が発売された。